# Eurofest 2004
La prima edizione di Eurofest è stata organizzata dall'emittente radiotelevisiva bielorussa BTRC per selezionare il rappresentante nazionale all'Eurovision Song Contest 2004 ad Istanbul.
I vincitori sono stati Aleksandra & Konstantin con My Galileo.

## Organizzazione
La Bielorussia ha debuttato all'Eurovision Song Contest nel 2004, e per selezionare il suo primo rappresentante eurovisivo l'emittente bielorussa Belaruskaja Tele-Radio Campanija (BTRC) ha annunciato l'organizzazione di una finale televisiva come metodo di selezione nazionale. La competizione, che si è tenuta il 31 gennaio ai BTRC TV Studios di Minsk, si è svolta fra 15 partecipanti. I risultati sono stati decretati esclusivamente dal televoto.

## Partecipanti
BTRC ha aperto la possibilità di inviare proposte per la competizione fino al 14 dicembre 2003. Le canzoni potevano essere eseguite in qualsiasi lingua, sebbene fosse richiesto che una strofa di ciascun brano dovesse essere eseguita in inglese. Fra le 59 canzoni ricevute, una giuria, composta da quattro rappresentanti del Ministero della cultura, tre rappresentanti del Ministero dell'informazione e tre rappresentanti di BTRC, ha selezionato le 15 finaliste per la finale televisiva del 31 gennaio.
Qualche giorno prima della finale nazionale, i Džur'ja, che dovevano prendere parte alla selezione con il brano Kali čakra, a ja luz, sono stati esclusi per non aver firmato il contratto di partecipazione. Il loro posto è stato preso da Adėlina Petrasjan con People Say.
| Artista                 | Titolo                          | Lingua     | Compositori                                                   |
| ----------------------- | ------------------------------- | ---------- | ------------------------------------------------------------- |
| Adėlina Petrasjan       | People Say                      | Inglese    | Adėlina Petrasjan                                             |
| Aleksandr Saladucha     | Don't Worry                     | Inglese    | Aleh Žukaŭ, Aleh Eliseenkaŭ                                   |
| Aleksandra & Konstantin | My Galileo                      | Inglese    | Aljaksej Salamacha, Aljaksandra Kirsanava, Kanstancin Drapeza |
| Aljaksandra Hajduk      | I'm Still Keeping My Hope       | Inglese    | Aljaksandr Ivanoŭ, Aljaksandra Hajduk                         |
| Corriana                | Svoboda                         | Bielorusso | Ekaterina Kačina, Leanid Šyryn                                |
| Džur'ja                 | Kali čakra, a ja luz            | Bielorusso | –                                                             |
| Hanna Bahdanava         | Just Words                      | Inglese    | Uladzimir Kubiškin, Vital' Penzin                             |
| Iryna Darafeeva         | You Shouldn't Be Afraid of Love | Inglese    | Pavel Baranoŭski, Jaŭhen Alejnik                              |
| Jana                    | Tell Me                         | Inglese    | Taccjana Lipnickaja                                           |
| Janet                   | Lel'                            | Bielorusso | Janet, Genadz' Mel'nikaŭ                                      |
| Maksim Sapac'koŭ        | Pust taet sneg                  | Bielorusso | Maksim Sapac'koŭ                                              |
| MiLR                    | With Beautiful Lights           | Inglese    | Dzmitryj Dzjamidaŭ, Dzmitryj Staravojtaŭ                      |
| Nadzeja Tamela          | Wait                            | Inglese    | Leanid Šyryn                                                  |
| Natal'ja Podol'skaja    | Unstoppable                     | Inglese    | Michael Jay, Raen Lobcher                                     |
| Palina Smolava          | Love Song                       | Inglese    | Sjarhej Barisevič, Uladzimir Kurlovič                         |
| Vol'ha Malčanava        | I'm Trying                      | Inglese    | Dzmitryj Paŭlaŭ                                               |

## Finale
La finale si è tenuta il 31 gennaio 2004 presso i BTRC TV Studios di Minsk.
Il televoto ha dichiarato il duo Aleksandra & Konstantin vincitori della selezione battendo, di soli 98 voti, la seconda classificata Natal'ja Podol'skaja.
| #  | Artista                 | Titolo                          | Punteggio | Punteggio | Punteggio | Posizione |
| #  | Artista                 | Titolo                          | Televoto  | Internet  | Totale    | Posizione |
| -- | ----------------------- | ------------------------------- | --------- | --------- | --------- | --------- |
| 1  | Adėlina Petrasjan       | People Say                      | 1.919     | 1         | 1.920     | 15        |
| 2  | Aleksandra & Konstantin | My Galileo                      | 2.304     | 7         | 2.311     | 1         |
| 3  | Iryna Darafeeva         | You Shouldn't Be Afraid of Love | 2.062     | 5         | 2.067     | 4         |
| 4  | Maksim Sapac'koŭ        | Pust taet sneg                  | 2.109     | 10        | 2.119     | 3         |
| 5  | Nadzeja Tamela          | Wait                            | 1.937     | 0         | 1.937     | 12        |
| 6  | Vol'ha Malčanava        | I'm Trying                      | 1.926     | 6         | 1.932     | 13        |
| 7  | Natal'ja Podol'skaja    | Unstoppable                     | 2.163     | 50        | 2.213     | 2         |
| 8  | Aljaksandra Hajduk      | I'm Still Keeping My Hope       | 2.037     | 2         | 2.039     | 5         |
| 9  | Palina Smolava          | Love Song                       | 1.971     | 6         | 1.977     | 8         |
| 10 | Corriana                | Svoboda                         | 1.998     | 10        | 2.008     | 6         |
| 11 | Jana                    | Tell Me                         | 1.950     | 4         | 1.954     | 10        |
| 12 | Aleksandr Saladucha     | Don't Worry                     | 1.993     | 3         | 1.996     | 7         |
| 13 | Hanna Bahdanava         | Just Words                      | 1.961     | 6         | 1.967     | 9         |
| 14 | MiLR                    | With Beautiful Lights           | 1.924     | 3         | 1.927     | 14        |
| 15 | Janet                   | Lel'                            | 1.943     | 5         | 1.948     | 11        |

## All'Eurovision Song Contest

### Verso l'evento
Aleksandra & Konstantin, subito dopo la vittoria hanno tradotto il brano completamente in inglese e che la versione finale del brano sarebbe stata My Galileo.
Per la prima volta nella storia della manifestazione, nel 2004 è stata introdotta una semifinale televisiva per accogliere l'afflusso di nazioni che volevano competere al concorso. Poiché si tratta della prima partecipazione al concorso, al Bielorussia ha dovuto competere nella semifinale del concorso, tenutosi il 12 maggio 2004.
Con la decisione dell'ordine di esibizione delle semifinali, la nazione è stata posta al 2º posto, dopo il finlandese Jari Sillanpää e prima degli svizzeri Piero Esteriore & The Music Stars.

### Performance
Le prove generali si sono tenute l'8 maggio, seguite dalle prove costume il 10 maggio.
La Bielorussia si è esibita 2ª nella semifinale, classificandosi 19ª con 10 punti, non riuscendo a qualificarsi per la serata finale.

### Giuria e commentatori
L'evento è stato trasmesso, sul canale televisivo BT, con il commento di Ales Kruglyakov.
Il portavoce dei voti della giuria in finale è stato Denis Kourian.

### Voto

#### Punti assegnati alla Bielorussia
| 12        | 10 | 8 | 7                    | 6         |
| --------- | -- | - | -------------------- | --------- |
|           |    |   |                      |           |
| 5         | 4  | 3 | 2                    | 1         |
| - Ucraina |    |   | - Estonia - Lituania | - Islanda |

#### Punti assegnati dalla Bielorussia
| Punti | Stato               |
| ----- | ------------------- |
| 12    | Ucraina             |
| 10    | Serbia e Montenegro |
| 8     | Grecia              |
| 7     | Croazia             |
| 6     | Cipro               |
| 5     | Paesi Bassi         |
| 4     | Lettonia            |
| 3     | Israele             |
| 2     | Lituania            |
| 1     | Malta               |

| Punti | Stato               |
| ----- | ------------------- |
| 12    | Russia              |
| 10    | Ucraina             |
| 8     | Cipro               |
| 7     | Serbia e Montenegro |
| 6     | Grecia              |
| 5     | Croazia             |
| 4     | Svezia              |
| 3     | Turchia             |
| 2     | Spagna              |
| 1     | Regno Unito         |